# Бутурлин, Афанасий Андреевич
Афана́сий Андре́евич Бутурли́н (? — 1571) — окольничий и воевода в правление великого князя и царя Ивана Васильевича Грозного. Один из шести сыновей окольничего и воеводы Андрея Никитича Бутурлина Чебота (ум. 1536).

## Биография
В 1543 году Афанасий Бутурлин служил воеводой в Васильсурске, в 1545 году участвовал в военном походе на Казанское ханство. В 1550 году принимал участие во втором походе царя Ивана Грозного на Казань.
В 1554 году Афанасий Андреевич Бутурлин служил головой в походе князя С. И. Микулинского на черемисские и татарские роды, проживавшие вокруг Казани, отличился в этом походе и получил в награду золотой угорский. В 1555 году — второй воевода в Свияжске.
В 1556 году Афанасий Бутурлин участвовал в царском походе к Серпухову для отражения ожидавшегося нападения крымских татар. В 1560 году вторично служил воеводой в Свияжске. В 1563 году Афанасий Бутурлин был пожалован в окольничие и сопровождал царя Ивана Грозного во время его похода на Полоцк.
В 1564 году присутствовал во время приема польского посольства, затем служил воеводой в Калуге. В 1565 году Афанасий Бутурлин участвовал в отражении крымской орды от южнорусских границ.
В 1566 году во время отъезда царя в Александровскую слободу Афанасий Бутурлин был оставлен в Москве в числе одиннадцати бояр и в том же году подписал договор Земского собора относительно продолжения войны за Ливонию. В 1567 году — наместник в Волоколамске.
Похоронен в Троице-Сергиевом монастыре.
Единственный сын — окольничий и воевода Фома Афанасьевич Бутурлин (? — 1602).